# Vevy
Vevy là một xã trong vùng hành chính Franche-Comté, thuộc tỉnh Jura, quận Lons-le-Saunier, tổng Conliège. Tọa độ địa lý của xã là 46° 39' vĩ độ bắc, 05° 38' kinh độ đông. Vevy nằm trên độ cao trung bình là 509 mét trên mực nước biển, có điểm thấp nhất là 501 mét và điểm cao nhất là 556 mét. Xã có diện tích 9.62 km², dân số vào thời điểm 1999 là 257 người; mật độ dân số là 27 người/km².

## Thông tin nhân khẩu
| 1962 | 1968 | 1975 | 1982 | 1990 | 1999 |
| ---- | ---- | ---- | ---- | ---- | ---- |
| 146  | 162  | 152  | 175  | 234  | 257  |

## Địa điểm tham quan
Nhà thờ trong làng có nguồn gốc từ thế kỉ thứ 14, đã được tu bổ và cải tạo nhiều lần.